# Muro Lucano
Pour les articles homonymes, voir Muro.
Muro Lucano est une commune italienne d'environ 5 200 habitants, située dans la province de Potenza, dans la région Basilicate, en Italie méridionale.

## Géographie
Le centre habité se situe entre 600 et 660 m d'altitude et s'étend en gradins sur un versant abrupt surplombant une gorge. Dans la vallée en contrebas se dressait le noyau originel appelé Numistro maggiore.

### Hameaux
Capodigiano, Casale San Giuliano, Le Marze, Pontegiacoia, Raitiello

### Communes limitrophes
Balvano, Bella, Castelgrande, Colliano, Laviano, Ricigliano, San Fele, San Gregorio Magno

## Monuments et patrimoine

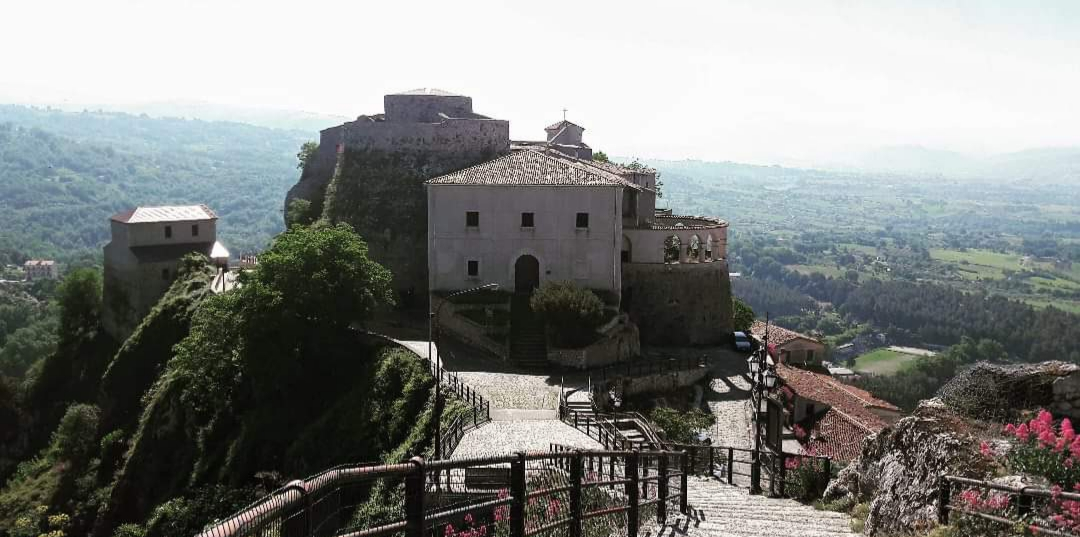
Entrée du château médiéval.
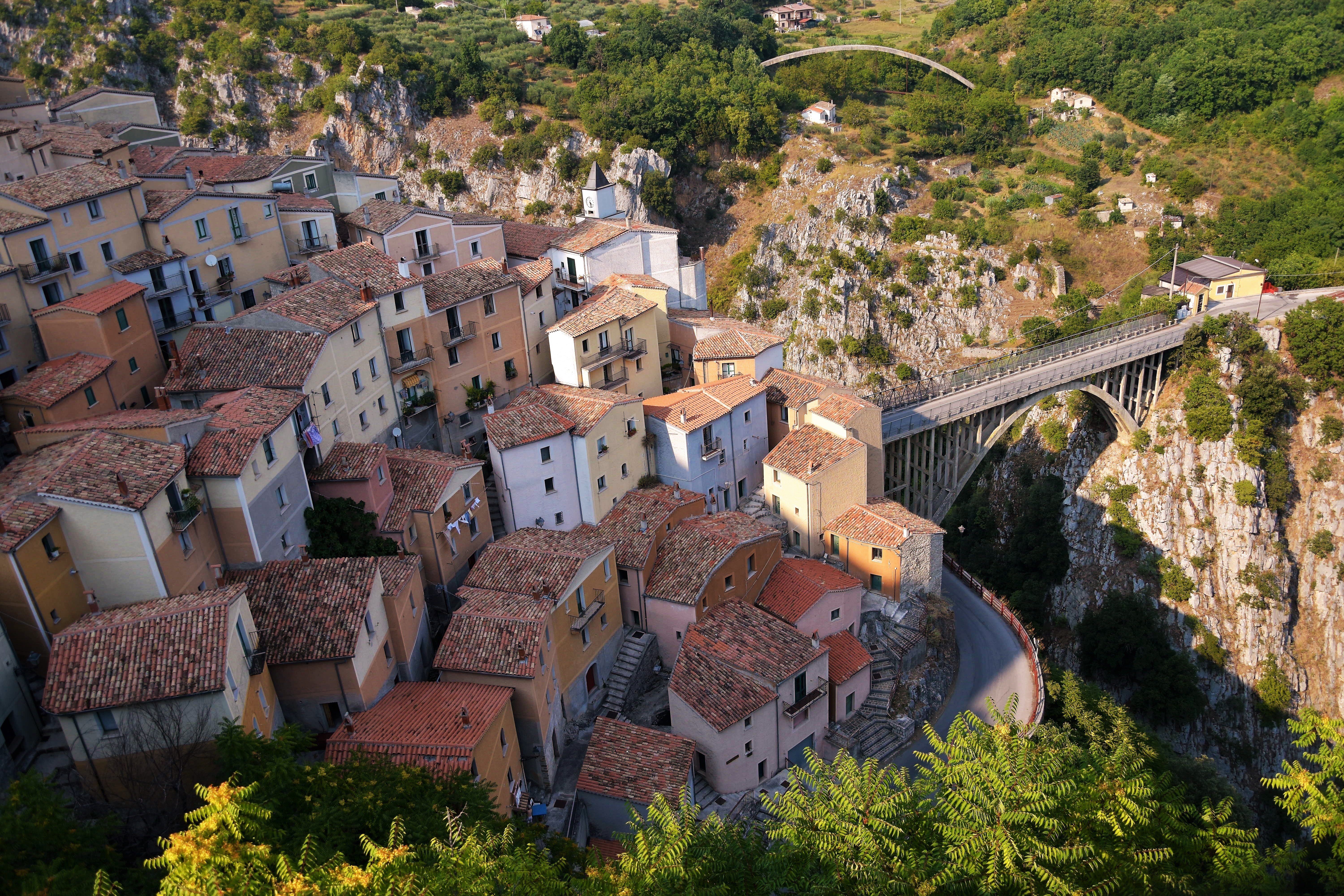
Pont de Pianello.
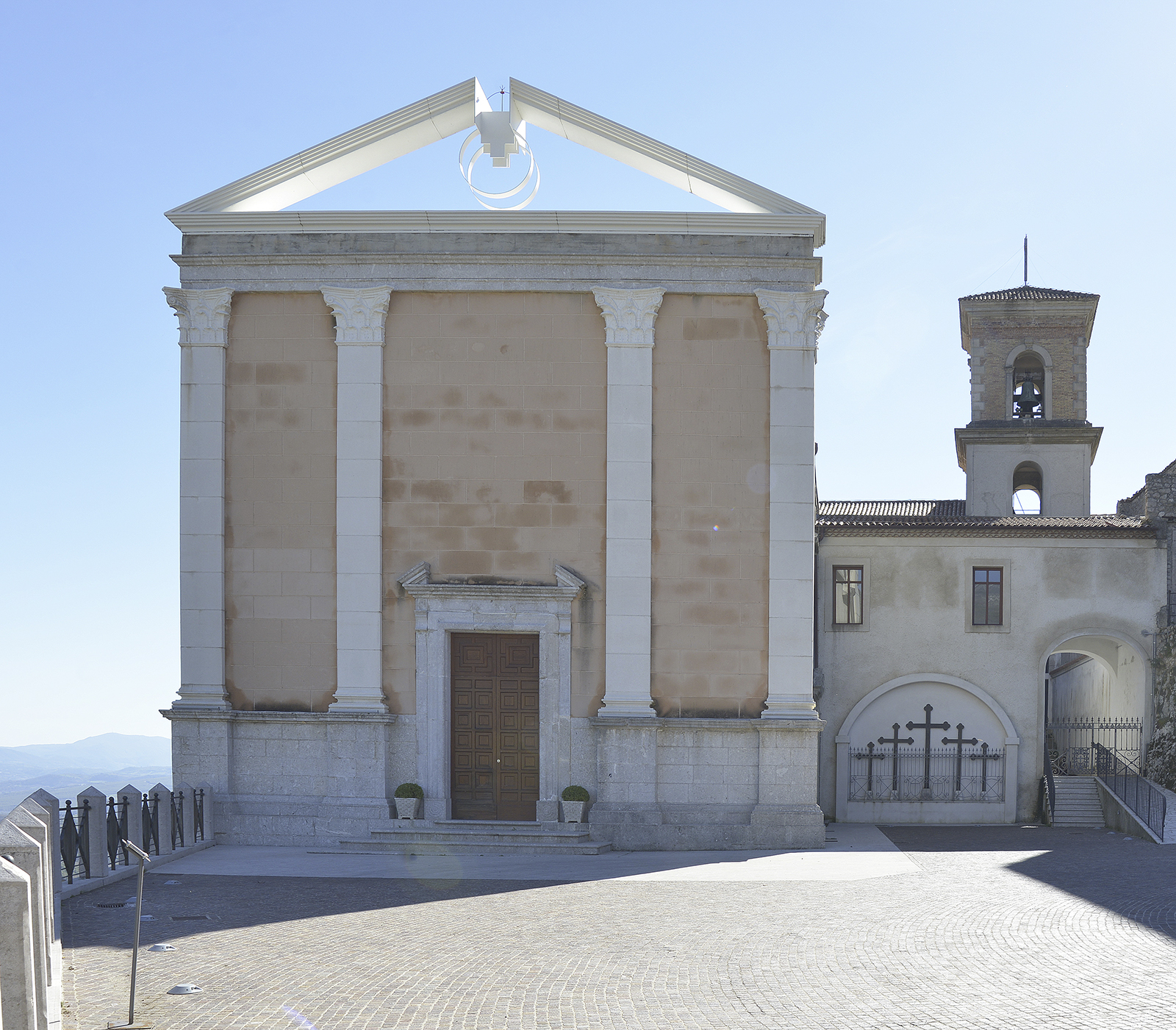
Cocathédrale San Nicola.

## Administration
| Période      | Période  | Identité        | Étiquette     | Qualité |
| ------------ | -------- | --------------- | ------------- | ------- |
| 10 juin 2018 | En cours | Giovanni Setaro | liste civique |         |

## Personnalités
- Salvatore Capezio, cordonnier
- Jeanne Ire de Naples, reine
- Bartolomeo Rosa (1648-1688), évêque
- Antonio Rosario Mennonna (1906-2009), évêque
- Gérard Majella, saint catholique
- Joseph Stella, peintre
- Cristian Zaccardo, footballeur